# Von Rundstedt & Partner
Von Rundstedt & Partner ist Partner für die strategische Workforce Transformation für den Mittelstand und Konzerne und Anbieter für Outplacement. Die Unternehmensgruppe unter dem Dach der v. Rundstedt & Partner GmbH mit Sitz in Düsseldorf ist unterteilt in verschiedene Tochtergesellschaften in Deutschland, Österreich, und in der Schweiz.

## Geschichte
Die von Rundstedt & Partner GmbH mit Hauptsitz in Düsseldorf wurde am 11. Dezember 1985 von Eberhard von Rundstedt gegründet. Das Unternehmen umfasst derzeit rund 15 Standorte in Deutschland. Die österreichische Tochtergesellschaft von Rundstedt HR Partner GesmbH betreibt eine Niederlassung in Wien, die Schweizer Tochtergesellschaft von Rundstedt & Partner Schweiz AG verfügt über rund zehn Standorte. Die Marke The Boardroom wird für die Karriereberatung von Managern genutzt. Die Gründung fiel in eine Zeit, in der Outplacement in Deutschland noch weitgehend unbekannt war. Mit steigender Bedeutung wuchs das Beratungsunternehmen und eröffnete 1991 Niederlassungen in Frankfurt, Hamburg und München. Im späteren Verlauf der 1990er Jahre kamen weitere Standorte in Deutschland, Österreich und der Schweiz hinzu. Seit 2011 ist Sophia von Rundstedt, Tochter des Firmengründers, Geschäftsführerin. Als Reaktion auf den steigenden Bedarf an Online-Angeboten und dem Wunsch nach Flexibilität, investierte das Unternehmen in den vergangenen Jahren in die Weiterentwicklung der virtuellen Outplacement-Beratung.
Im Februar 2022 erweitert Christian Summa die Geschäftsführung, um das Beratungsfeld der Workforce Transformation weiterzuentwickeln und auszubauen. 

## Struktur
Von Rundstedt beschäftigt rund 390 Mitarbeiter in Deutschland und ist Mitglied in den Netzwerken Career Star Group und der Allianz der Chancen. Der jährliche Umsatz betrug in Deutschland und der Schweiz 2016 nach Unternehmensangaben 27,5 Millionen Euro.
Die von Rundstedt & Partner GmbH hält 100-prozentige Beteiligungen an folgenden Gesellschaften:
- Rundstedt Transfer GmbH, Berlin
- von Rundstedt HR Partners GesmbH, Wien/Österreich[13]
- von Rundstedt & Partner Schweiz AG, Zürich/Schweiz[14]

Daneben bestehen noch Minderheitenbeteiligungen. Unter Einbeziehung der Tochtergesellschaften ist von Rundstedt an insgesamt 25 Standorten vertreten.

## Studien und Veröffentlichungen
Von Rundstedt hat Studien unter anderem zu folgenden Themen veröffentlicht:
- Talent & Karriere 2025 (2014),
- Alternative Karrieremodelle auf dem Vormarsch (2014),
- Erfolgreiches Karrieremanagement
- HR 2030: Karrierebegleiter und Kulturentwickler gesucht (2016).
- Workforce Transformation Studie (2020)

## Preise und Stipendien
Seit 2007 verleiht von Rundstedt einen mit 10.000 Euro dotierten Kunstförderpreis. Dieser wird in einem zweijährigen Rhythmus an Studenten der Kunstakademie Düsseldorf vergeben.
Seit 2016 zeichnet von Rundstedt jährlich herausragende Abschlussarbeiten der Heinrich-Heine-Universität Düsseldorf zu einem personalwirtschaftlichen Thema aus. Mit dem mit 1.500 Euro dotierten Examenspreis fördert von Rundstedt den besonders begabten akademischen Nachwuchs.
2022 wurde die eigens entwickelte Matching-Technologie "Smartes Vakanzen-Matching" in der Kategorie Analytics & Technology für den HR Excellence Award nominiert.